# 紅棕散紋夜蛾
紅棕散紋夜蛾（学名：Callopistria placodoides）为夜蛾科散紋夜蛾屬下的一个种。